# Muara Mas
Muara Mas is een bestuurslaag in het regentschap Mesuji van de provincie Lampung, Indonesië. Muara Mas telt 1394 inwoners (volkstelling 2010).